# Martin Hlaváček (politik)
Martin Hlaváček (* 14. ledna 1980 Praha) je český politik, ekonom a manažer, v roce 2012 náměstek ministra zemědělství ČR, v letech 2019 až 2024 poslanec Evropského parlamentu, nestraník za hnutí ANO 2011.

## Život
Absolvoval Českou zemědělskou univerzitu v Praze (získal titul Ing.), studoval i na univerzitě ve španělské Seville.
Po škole zamířil do diplomacie, působil na české ambasádě v řeckých Aténách, v roce 2005 přešel na Stálé zastoupení České republiky při Evropské unii v Bruselu, kde vedl úsek zemědělství a životního prostředí. Podílel se na vyjednávání společné zemědělské politiky EU nebo zajištění ochrany tradičních českých produktů.
Od ledna do října 2012 byl náměstkem ministra zemědělství ČR Petra Bendla (ODS) pro zemědělskou a rybářskou politiku EU, poté zamířil do soukromého sektoru. V letech 2013 až 2015 působil jako člen představenstva a ředitel vnějších vztahů v tabákové společnosti Philip Morris.
Martin Hlaváček žije v Praze.

## Politické působení
Ve volbách do Evropského parlamentu v květnu 2019 byl zvolen jako nestraník za hnutí ANO 2011 europoslancem, když figuroval na 3. místě kandidátky hnutí.
Ve volbách do Evropského parlamentu v červnu 2024 obhajoval mandát europoslance jako nestraník za hnutí ANO na 4. místě kandidátky. Hnutí volby vyhrálo a Hlaváček se ziskem 10 662 preferenčních hlasů svůj mandát obhájil. V červenci 2024 však uvedl, že ze závažných osobních důvodů mandát europoslance nepřijme, a ke dni 31. července 2024 na svůj mandát rezignoval. Jeho náhradníkem ve funkci se stal Tomáš Kubín.